# Соб (река)
Соб — река в Винницкой области Украины, левый приток Южного Буга. Она берёт своё начало на окраине посёлка Погребище Второе Винницкого района и через 125 км впадает в Южный Буг близ Ладыжина. Площадь водосбора — 2840 км², водосбор овальной формы, асимметричный, длиной 80 км, шириной 36 км. Поверхность бассейна ровная, сильно изрезана ярами. Бассейн распахан, и лишь 15 % его площади занято лесом (преимущественно дубовым). В его основании — кристаллические породы, чередующиеся с песчано-суглинистыми отложениями третичного периода. На левых склонах долины, между Славной и Липовцем, кристаллические породы выходят на поверхность, из-за чего склоны достигают высоты 40 м, вдвое превышающую средний уровень.
На реке находятся города Липовец, Ильинцы, Гайсин, пгт Дашев, а также большое количество сёл и деревень. В верхнем течении устроены 12 прудов, их совокупная длина составляет 12,6 км.
Соб богат рыбными ресурсами — водятся щуки, окуни, караси. В Липовце запущены судак и лещ, которые успешно акклиматизировались ниже по течению. Лини, ранее распространённые, исчезли.